# Steve Fuller
Stephen Ray Fuller (Enid, 5 gennaio 1957) è un ex giocatore di football americano statunitense che ha giocato nel ruolo di quarterback per sette stagioni nella National Football League (NFL). Fu scelto nel corso del primo giro (23º assoluto) del Draft NFL 1979 dai Kansas City Chiefs. Al college ha giocato a football alla Clemson University.

## Carriera professionistica
Fuller su scelto nel primo giro del Draft 1979 dai Kansas City Chiefs. Nella sua stagione da rookie disputò tutte le 16 gare della stagione regolare passando 6 touchdown a fronte di 14 intercetti. Steve rimase tre stagioni ai Chiefs prima di passare per un anno ai Los Angeles Rams ne 1983. Nel 1984 passò ai Chicago Bears con cui disputò gli ultimi tre anni carriera come riserva di Jim McMahon, vincendo il Super Bowl XX nel 1985.

## Palmarès

### Franchigia
- Super Bowl : 1

Chicago Bears: Super Bowl XX
- National Football Conference Championship: 1

Chicago Bears: 1985

### Individuale
- Numero 4 ritirato dai Clemson Tigers

## Statistiche
| Partite totali    | 90    |
| Yard lanciate     | 7.156 |
| Touchdown         | 28    |
| Intercetti subiti | 41    |
| Passer rating     | 70,1  |